# ヴァルヴェルデ (パヴィーア県)
ヴァルヴェルデ（伊: Valverde）は、イタリア共和国ロンバルディア州パヴィーア県コッリ・ヴェルディに属する分離集落（フラツィオーネ）。
かつては独立したコムーネであったが、2019年1月1日にカネヴィーノ、ルイーノと合併して新自治体の一部となった。

## 地理

### 位置・広がり

#### 隣接コムーネ
コムーネとしてのヴァルヴェルデは、以下のコムーネと隣接していた。
- ルイーノ
- ヴァル・ディ・ニッツァ
- ヴァルツィ
- ザヴァッタレッロ

### 気候分類
気候分類では、zona F, 3165 GGに分類される。